# Gyula Krúdy
Gyula Krúdy (Nyíregyháza, 21 de octubre de 1878 - Budapest, 12 de mayo de 1933) fue un escritor y periodista húngaro.

## Biografía
Gyula Krúdy nació en Nyíregyháza, Hungría, en 1878. Su padre era abogado y su madre trabajaba como sirvienta para la aristocrática familia Krúdy. Ya en su juventud, Gyula comenzó a publicar artículos periodísticos y relatos breves. Tras trabajar como editor de un periódico durante varios años, Krúdy se mudó a Budapest, para descontento de su padre, que deseaba que se convirtiera en abogado como él. Su etapa de madurez como escritor está compuesta por sus novelas de la serie de "Sinbad", un personaje que comparte su nombre con el protagonista de Las mil y una noches. En estas novelas Krúdy emplea técnicas narrativas que podría considerarse paralelas al monólogo interior que utilizaron autores como Virginia Woolf o James Joyce.
Las novelas de Krúdy se hicieron bastante populares durante la Primera Guerra Mundial y la Revolución Húngara de 1956. Eso no mejoró su situación económica, sin embargo, debido a que cayó con frecuencia en la bebida y el juego. Su primer matrimonio fracasó, entre otras razones a causa de su carácter promiscuo. A finales de los años 1920 y comienzos de los 30, la salud de Krúdy empeoró y su fama como escritor menguó. En los años que siguieron a su muerte en 1933, su obra permaneció prácticamente olvidada, hasta que en 1940 el novelista Sándor Márai publicó Sinbad vuelve a casa, una narración ficcionalizada del último día de vida de Gyula Krúdy.